# Standerton
Standerton är en stad som ligger vid Vaal-floden i provinsen Mpumalanga i Sydafrika. Folkmängden, inklusive Sakhile, var cirka 85 000 invånare vid folkräkningen 2011. Viktiga näringar är majsodling och boskapsuppfödning. Staden grundades 1878 och fick namn efter den boerska generalen AH Stander. Under det andra boerkriget belägrades staden av boerna i tre månader. 2011 var 82,2 procent av stadens invånare svarta afrikaner (huvudsakligen bosatta i Sakhile), 12,1 procent var vita (huvudsakligen bosatta i centrala Standerton), och resterande var färgade, indier, asiater m.fl.